# Przysłopy (Beskid Sądecki)
Przysłopy lub Przysłup – położona na wysokości 832 m przełęcz w głównym grzbiecie Pasma Radziejowej w Beskidzie Sądeckim. Znajduje się pomiędzy szczytami Przysłop oraz Kuba. Z południowych stoków przełęczy spływa dopływ potoku Sopotnickiego, z północnych wypływa Obidzki Potok.
Na przełęczy Przysłopy znajduje się polana, a na niej kapliczka i kilkudomowy przysiółek Przysłop. Dawniej należał on do miejscowości Obidza, jednak ze względu na brak drogi dojazdowej obecnie należy on do Szczawnicy (ma z nią połączenie asfaltową drogą biegnącą wzdłuż potoku Sopotnickiego). Rejon przełęczy jest dobrym punktem widokowym. Przez przełęcz biegnie granica między miejscowościami Obidza w powiecie nowosądeckim (stoki północne) i Szczawnica w powiecie nowotarskim (stoki południowe).

## Szlaki turystyczne
Przez przełęcz przechodzi Główny Szlak Beskidzki im. Kazimierza Sosnowskiego. Rozpoczynają się tu jeszcze 2 gminne szlaki turystyczne.
 – do Jazowska 2:30 h i Gołkowic (rynek) 4:15 h
 – do Obidzy – Zarębek PKS 1:45 h
 – szlak rowerowy wzdłuż potoku Sopotnickiego do Szczawnicy.